# Задача виконання обмежень
Зада́ча викона́ння обме́жень (Constraint satisfaction problem) (ЗВО) — це математичні проблеми, визначені як сукупність об'єктів, стан яких має задовільняти ряду обмежень. ЗВО представляє сутності проблеми як однорідний набір обмежень, що накладаються на змінні, які розв'язуються методами виконання обмежень. ЗВО є предметом інтенсивних досліджень і в галузі штучного інтелекту, і дослідженні операцій, оскільки закономірності у формулюванні цих задач складають загальну основу для аналізу та вирішення проблем в багатьох неспоріднених областях. ЗВО часто мають високу складність, що вимагає поєднання евристичних та комбінаторних методів пошуку для швидкого вирішення.
Приклади простих задач, які можуть розглядатись як задачі виконання обмежень: Задача про вісім ферзів, Проблема чотирьох фарб, Судоку.
В загальному випадку, проблема виконання обмежень може бути складнішою і не зводитись до цих простих систем.

## Формальне визначення
Формально задача виконання обмежень визначається трійкою {\displaystyle \langle X,D,C\rangle }, де {\displaystyle X} — множина змінних, {\displaystyle D} — область значень і {\displaystyle C} — множина обмежень. Кожне обмеження, своєю чергою, є парою {\displaystyle \langle t,R\rangle } (зазвичай представляються матрицею), де {\displaystyle t} — кортеж з {\displaystyle n} змінних та {\displaystyle R} — {\displaystyle n}-місне відношення {\displaystyle D}. Оцінка змінної — це функція, що відображає множину змінних на область значень, {\displaystyle v:X\rightarrow D}. Оцінка {\displaystyle v} задовільняє обмеження {\displaystyle \langle (x_{1},\ldots ,x_{n}),R\rangle } якщо {\displaystyle (v(x_{1}),\ldots ,v(x_{n}))\in R}. Розв'язок — це оцінка, що задовільняє всім обмеженням.

## Розв'язання
Задача виконання обмежень на скінченних областях зазвичай вирішується за допомогою алгоритмів пошуку. Найчастіше використовуються пошук з поверненнями, з обмеженням глибини та локальний пошук.
Пошук з вертанням — це рекурсивний алгоритм. Він підтримує часткове означення змінних. Спочатку всі змінні невизначені. На кожному кроці обираємо змінну та по черзі перебираємо всі можливі її значення. Кожне значення з послідовності зіставляється з обмеженнями; при невідповідності значення обмеженням рекурсивний виклик не виконується. Коли всі значення було переглянуто, алгоритм повертається. В цьому простому алгоритмі з поверненнями під відповідністю розуміємо задоволення всіх обмежень, всі змінні яких були визначені. Існує кілька варіантів повернення. Пошук з вертанням підвищує ефективність перевірки відповідності. Пошук з вертанням дозволяє в деяких випадках пришвидшити пошук за рахунок виключення «більше ніж однієї змінної».

## Теоретичні аспекти задачі виконання обмежень

### Проблеми розв'язання
Задачі виконання обмежень також вивчаються в теорії складності обчислень та теорії кінцевої моделі. Важливе питання полягає в тому, що для кожного набору відношень, множина всіх задач виконання обмежень, що може бути представлена лише за допомогою відношень з цієї множини, є P- або NP-повною задачею. Якщо така дихотомічна теорема справедлива, то задачі виконання обмежень забезпечують одну з найбільших відомих підмножин складності NP, що дозволяє уникнути проміжних задач NP-складності, існування якої було продемонстровано в теоремі ладнері в припущенні, що P ≠ NP. Дихотомічна теорема Шафера оброблює той випадок, коли всі наявні відношення є логічними операторами, тобто множина значень має розмір 2. Дихотомічна теорема Шафера була узагальнена до ширшого класу відношень.

## Використані посилання
- CSP Tutorial

- Tsang, Edward (1993). Foundations of Constraint Satisfaction. Academic Press. Архів оригіналу за 23 квітня 2021. Процитовано 6 березня 2012. ISBN 0-12-701610-4
- Chen, Hubie (December 2009). A Rendezvous of Logic, Complexity, and Algebra. ACM Computing Surveys. ACM. 42 (1): 1—32. doi:10.1145/1592451.1592453.
- Dechter, Rina (2003). Constraint processing. Morgan Kaufmann. Архів оригіналу за 25 квітня 2021. Процитовано 6 березня 2012. ISBN 1-55860-890-7
- Apt, Krzysztof (2003). Principles of constraint programming. Cambridge University Press. ISBN 0-521-82583-0
- Lecoutre, Christophe (2009). Constraint Networks: Techniques and Algorithms. ISTE/Wiley. Архів оригіналу за 7 листопада 2017. Процитовано 6 березня 2012. ISBN 978-1-84821-106-3
- Tomás Feder, Constraint satisfaction: a personal perspective [Архівовано 19 січня 2021 у Wayback Machine.], manuscript.
- Constraints archive
- Forced Satisfiable CSP Benchmarks of Model RB [Архівовано 25 січня 2021 у Wayback Machine.]
- Benchmarks — XML representation of CSP instances
- Dynamic Flexible Constraint Satisfaction and Its Application to AI Planning, Ian Miguel — slides.
- Constraint Propagation [Архівовано 19 квітня 2009 у Wayback Machine.] — Dissertation by Guido Tack giving a good survey of theory and implementation issues